# Герб Силезии
Герб Силе́зии — обобщающее условное наименование гербов, созданных на основе родового знака силезских Пястов. По всей видимости, впервые силезского орла использовал в 1222 году на своей печати опольский и ратиборский князь Казимир I; данная печать является самым старым из известных на территории Польши изображений орла.

## Гербы Нижней и Верхней Силезии
Орлы, изображавшиеся на гербах Силезских княжеств и позднее, можно разделить на два основных варианта: 
- герб Нижней Силезии — чёрный орёл в золотом поле;
- герб Верхней Силезии — золотой орёл в лазоревом поле.

Традиционно считается, что герб и цвета Нижней Силезии являются символами всей Силезии в целом.

### Герб Нижней Силезии
Гербом Нижней Силезии служил чёрный орёл в золотом поле, на груди и крыльях которого располагалась серебряная серповидная дуга, на концах украшенная трилистниками; часто в середине дуги располагался равноконечный уширенный крест (он не был обязательным элементом, и не использовался, например, на гербах Олесницкого и Бжегского княжеств). Дуга на гербе Нижней Силезии произошла от родового знака Генриха I Бородатого. Впервые герб был использован Генрихом II Набожным в 1224—1240 годах. Его также использовали Генрих III, Генрих IV, Болеслав II, Генрих V, Болеслав III, Конрад I, Генрих III из Глогова, Болеслав I, Бернард Свидницкий, Генрих I Яворский, Болеслав II.
- Герб в Силезское Евангелие у силезских Пястов.
- Герб в Манесском кодексе у Генриха IV (XIII-XIV вв.)
- Герб Людовика I (XIV век)
- Хоругвь и штандарт XIV-XV веков.
- Герб Саганского княжества (XV век)
- Легницкий герб (XV век)
- Герб Австрийской Силезии (1645 г.)
- Герб Чешской Силезии
- Малый герб прусской провинции
- Герб германской провинции Нижняя Силезия
- Герб Прусской Селезии
- Герб Австрийской Силезии
- Версия герба Австрийской Силезии
- Герб Генриха IV Пробуса
- Герб Болеслава I
- Герб Генриха II
- Герб Болислава Легницкого
- Герб на надгробие Болеслава II Зембицкого и его жены Гуты
- Герб на надгробие князя Генриха VI

### Герб Верхней Силезии
Гербом Верхней Силезии служил жёлтый (золотой) орёл на синем, голубом или лазурном фоне. Иногда орёл украшался серебряной серповидной дугой, проходящей через грудь и крылья орла. Верхнесилезский орёл использовался князьями и герцогами Опольского, Немодлинского, Бытомского, Ратиборгского, Тешинского, Прудникского и т. д. княжеств. Самое старое цветное изображение герба Ополья сохранилось в замке Лауф-ан-дер-Пегниц близ Нюрнберга, где в 1353 году было высечено 114 гербов князей, епископств и городов.

Верхнесилезские Пясты часто изображали орла с короной. Сначала орёл был некоронован, затем корона появилась на гербе Опольского княжества, впоследствии эта традиция была перенята в Тешинском княжестве. На гербе германской провинции Верхняя Силезия голубой щит с орлом пересекался золотым лезвием сельскохозяйственной косы, под ней располагалась золотая же горная эмблема. 
- Герб Верхней Силезии (автор — нем. Hugo Gerard Ströhl)
- Герб Владислава Опольского (ок. 1475—1500 годов)
- Герб Тешинского герцогства (ок. 1475—1500 годов)
- Герб германской провинции Верхняя Силезия

## Региональные и исторические особенности, флаги
Поскольку в различные исторические периоды территория Силезии была разделена между различными государствами, на отдельных её территориях использовались и другие варианты герба. Например, на гербе нижнесилезского княжества и герцогства со столицей в Свиднице изображён чёрно-красный орёл на серебряном поле, на гербе нижнесилезского Зембицкого княжества — красно-чёрный орёл на серебряно-золотом поле.
Используемый в польских гербах силезский орёл не увенчан короной, за исключением Тешинской Силезии. На гербах Чешской Силезии и Австрийской Силезии, а также на большинстве немецких гербов, связанных с Силезией (кроме герба германской провинции Верхняя Силезия), орёл, напротив, коронован.
Гербовые цвета и цвета флагов земель связаны с цветами их гербов. Флаг германской провинции Нижняя Силезия представлял собой биколор, верхняя полоса серебряная, нижняя — золотая; на флаге германской провинции Верхняя Силезия верхняя полоса золотая, нижняя — синяя.
Знак отличия «Силезский Орёл» для бойцов фрайкора, воевавших против польских повстанцев на стороне Веймарской республики, был основан на гербе Силезии (но без щита).

## Современное использование
В настоящее время герб Нижней Силезии можно увидеть на гербах Нижнесилезского воеводства (Польша), Моравско-Силезского и Оломоуцкого краёв (Чехия); а также в гербах Чехии и Лихтенштейна. Герб Верхней Силезии используется в гербах Силезского и Опольского воеводств в Польше.
- На вроцлавском гербе
- В гербе Моравскосилезского края
- В гербе Оломоуцкого края
- В гербе Чехии
- В гербе Герлицкого района
- В гербе Любина
- В гербе Лихтенштейна